# Silly Billy
Silly Billy var en slags clowner som var vanliga vid marknader i England under 1800-talet. De uppträdde i likhet med den besläktade clown-typen Billy Barlow också som gatuunderhållare i London. En viktig del av uppträdandet var att agera som barnslig och att sjunga komiska sånger. Namnet Silly Billy blev populärt eftersom det rimmade så bra.

## Clownens kostym och utseende
1850 bestod Silly Billy-kostymen av korta vita byxor med ett långt vitt Madicken-förkläde, vita skor, röda ärmar och en pojkkeps. Håret skulle sticka ut bakom öronen. Röd makeup användes på näsan och ögonbrynen markerades med svarta drag.